# ユダ族
ユダ族（ユダぞく, שבט יהודה）は、イスラエル王国を構成していた12氏族のうちの一氏族。ヤコブの4人目の息子ユダを祖とし、ユダヤの名称の語源となった。ユダとは יהוה（ヤハウェ）に感謝するという意味。
イスラエル王国はユダ族を含む2支族によって構成されるユダ王国と、10支族によって構成される北イスラエル王国に分裂する。北イスラエル王国はアッシリアに滅ぼされ、残ったユダ王国はバビロニアによって滅ぼされ、バビロン捕囚と呼ばれる大規模な民族移住策がとられた。
ユダ族の居住していた地方は、旧約聖書の時代にはユダ、新約聖書の時代にはユダヤとよばれ、ここからユダヤ人（イェフーディー）、ユダヤ教（ヤハドゥート）という名称が派生した。